# Roustam Tabarov
Roustam Tabarov (tadjik : Рустам Табаров), né le 8 mars 1979 en RSS du Tadjikistan, aujourd'hui au Tadjikistan, est un joueur de football international tadjik qui évoluait au poste de défenseur.

## Biographie

### Carrière en sélection
Roustam Tabarov reçoit six sélections en équipe du Tadjikistan, sans inscrire de but, entre 2004 et 2006.
Il participe avec cette équipe à l'AFC Challenge Cup en 2006. Le Tadjikistan remporte cette compétition en battant le Sri Lanka en finale.

## Palmarès
| Regar-TadAZ Tursunzoda - Championnat du Tadjikistan (3) : - Champion : 2001, 2004 et 2006. |  | Tadjikistan - AFC Challenge Cup (1) : - Vainqueur : 2006. |